# Phymatostetha taeniata
Phymatostetha taeniata är en insektsart som beskrevs av Schmidt 1910. Phymatostetha taeniata ingår i släktet Phymatostetha och familjen spottstritar. Inga underarter finns listade i Catalogue of Life.